# Luis de la Fuente Castillo
Luis de la Fuente Castillo (Haro, 21 de junio de 1961) es un exfutbolista y entrenador de fútbol español. Como futbolista jugaba como lateral izquierdo y debutó en la Primera División de España con el Athletic Club, con el que ganó dos ligas, una Copa del Rey y una Supercopa de España. También militó en Sevilla F. C. y Deportivo Alavés.
En la actualidad es entrenador de la selección de fútbol de España, con la que se proclamó campeón de la Eurocopa 2024 y de la Liga de Naciones de la UEFA 2022-23. Previamente fue entrenador de las selecciones españolas sub-19, sub-21 y sub-23. Es el primer entrenador en la historia del fútbol español en ganar la Eurocopa en tres categorías diferentes (sub-19, sub-21 y absoluta).

## Trayectoria

### Como jugador

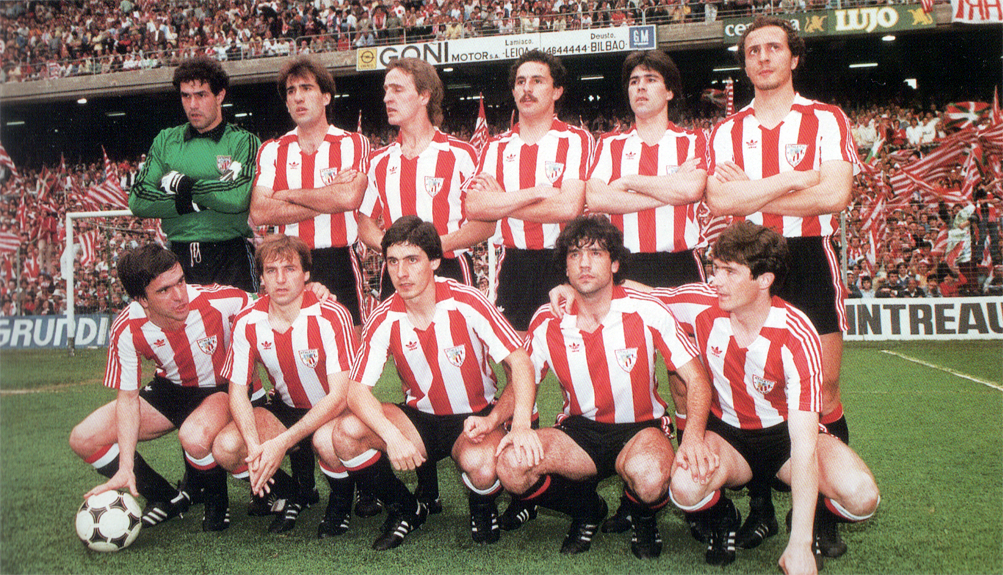
Luis de la Fuente (cuarto de pie, con bigote) como jugador del Athletic Club en la temporada 1983-84.

Comenzó su carrera como futbolista en el Haro Deportivo de su localidad natal. En 1977 se incorporó a la cantera del Athletic Club para jugar en su equipo juvenil, después de que Piru Gaínza le vio jugar. Su padre, que trabajaba como marino mercante, era natural de Bilbao y socio del Athletic Club. Cuando estaba en casa, iba habitualmente con Luis a ver los partidos del equipo rojiblanco a San Mamés. Además, toda la familia paterna de Luis residía en la capital vizcaína.
El 29 de noviembre de 1978 debutó con el Bilbao Athletic que dirigía Iñaki Sáez, frente al Barakaldo (1-1), en un encuentro de Copa en el que marcó su primer gol. Sin embargo, siguió jugando el resto de la temporada en el juvenil que entrenaba Javier Clemente. En la temporada 1979-80 promocionó al Bilbao Athletic, con Clemente como entrenador. El 8 de octubre de 1980 debutó con el Athletic en un partido de Copa frente al Castro (5-1), a las órdenes de Iñaki Sáez. Durante dos campañas jugó de forma alterna con el primer equipo y el filial hasta que se incorporó definitivamente a la primera plantilla en la temporada 1982-83, bajo las órdenes de Javier Clemente. En sus dos primeras temporadas completas en Primera División, conquistó dos títulos de Liga y tuvo que competir por el puesto de lateral izquierdo con Txato Núñez.
En 1987, tras siete temporadas en el Athletic, fichó por el Sevilla, que dirigía Xabier Azkargorta. En las dos primeras campañas fue titular, pero en las dos siguientes su participación decayó. En 1991 regresó al Athletic por la insistencia de Iñaki Sáez, que era su técnico en ese momento. El club vizcaíno pagó 25 millones de pesetas.Tras dos temporadas con poca participación, se marchó al Alavés, en Segunda División B, donde se retiró en 1994.
Durante su carrera deportiva disputó 254 partidos de Primera División, 10 de Copa de la UEFA y 3 de Copa de Europa, entre otras competiciones. Además, fue cuatro veces internacional sub-21, entre 1982 y 1984, e internacional olímpico en una ocasión en 1988.

### Como entrenador
En 1997 empezó su carrera dirigiendo al Portugalete durante tres temporadas en Regional. Su siguiente destino fue el Aurrera, de Segunda B, aunque fue cesado en la jornada 29 con el equipo en octavo lugar. En 2001 se fue al equipo juvenil del Sevilla, donde pasó cuatro temporadas y coincidió con los futbolistas Antonio Puerta, Sergio Ramos y Jesús Navas.
Posteriormente, en la campaña 2005-2006, llegó al Athletic para dirigir al juvenil de honor rojiblanco. En dicha campaña el equipo finalizó en segunda posición a un punto del Zaragoza juvenil. En la temporada 2006-07 promocionó al Bilbao Athletic de Segunda División B, con el que finalizó en decimoquinta posición con 45 puntos. Tras un paréntesis de dos temporadas donde fue delegado del Athletic Club, volvió a ser técnico del Bilbao Athletic en las temporadas 2009-2010 y 2010-2011. En esta segunda etapa al frente del filial sumó 46 puntos en cada temporada.
En julio de 2011 fue contratado como entrenador del Alavés de Segunda B. Sin embargo, fue cesado el 16 de octubre con el equipo situado en octava posición del Grupo II.
En mayo de 2013 se incorporó a la RFEF como técnico de las categorías inferiores gracias a la mediación de Iñaki Sáez. El 19 de julio de 2015 dirigió a la selección española sub-19 en la Eurocopa sub-19, donde derrotaron a Rusia en la final (0-2). El 30 de junio de 2018 ganó la medalla de oro de los Juegos Mediterráneos al mando de la selección sub-18.
El 24 de julio de 2018, tras la marcha de Albert Celades, se hizo cargo de la selección sub-21. El 30 de junio de 2019 logró la quinta Eurocopa sub-21 tras derrotar a Alemania (2-1) en la final.
El 8 de junio de 2021 debutó como seleccionador de la absoluta en un partido amistoso contra Lituania, debido a la baja de Luis Enrique por el protocolo COVID-19. El partido se disputó en el Estadio Municipal de Butarque de Leganés, donde España ganó por 4-0.
El 8 de diciembre de 2022, tras la marcha de Luis Enrique después del Mundial de Catar, se anunció que sería el nuevo seleccionador español. Cuatro días después fue presentado oficialmente con un contrato hasta la Eurocopa 2024.
El cambio de entrenador provocó una gran renovación en el seno de la selección, asentándose varias jóvenes promesas en el once inicial y dejando la selección algunas piezas que habían sido importantes en los últimos años, como el hasta entonces capitán, Sergio Busquets. Al año siguiente, venció en la final de la Liga de Naciones 2023 frente a Croacia, final a la que accedieron tras clasificarse en fase de grupos previamente con el anterior seleccionador y vencer en semifinales a Italia. Consiguió así el primer título de la Roja en más de una década; el último fue la Eurocopa 2012.
El 4 de junio de 2024, diez días antes del debut de España en la mencionada Eurocopa, la RFEF anunció la renovación de De la Fuente hasta el Mundial de 2026. En dicha Eurocopa el combinado nacional logró la victoria tras imponerse en los siete partidos; fue la primera en la historia en conseguirlo. La final del torneo supuso una victoria española por 2-1 frente a la selección inglesa. Por otra parte, este torneo supuso el ascenso meteórico de algunos jugadores introducidos por el técnico, como un joven Lamine Yamal de solo 16 años, y el futuro Balón de Oro, Rodri Hernández.

## Clubes

### Como jugador
| Club             | Categoría          | País   | Año       | Partidos | Goles |
| ---------------- | ------------------ | ------ | --------- | -------- | ----- |
| Bilbao Athletic  | Segunda División B | España | 1978-1982 | 64       | 6     |
| Athletic Club    | Primera División   | España | 1980-1987 | 206      | 4     |
| Sevilla F. C.    | Primera División   | España | 1987-1991 | 92       | 4     |
| Athletic Club    | Primera División   | España | 1991-1993 | 28       | 1     |
| Deportivo Alavés | Segunda División B | España | 1993-1994 | 36       | 3     |

### Como entrenador
| Club                      | Categoría                    | País   | Año       |
| ------------------------- | ---------------------------- | ------ | --------- |
| Club Portugalete          | División de Honor de Vizcaya | España | 1997-2000 |
| C. D. Aurrerá de Vitoria  | Segunda División B           | España | 2000-2001 |
| Sevilla F. C.             | Juvenil                      | España | 2001-2005 |
| Athletic Club             | Juvenil                      | España | 2005-2006 |
| Bilbao Athletic           | Segunda División B           | España | 2006-2007 |
| Bilbao Athletic           | Segunda División B           | España | 2009-2011 |
| Deportivo Alavés          | Segunda División B           | España | 2011      |
| Selección española sub-19 | Selección juvenil            | España | 2013-2018 |
| Selección española sub-21 | Selección juvenil            | España | 2018-2022 |
| Selección española        | Selección absoluta           | España | 2022-Act. |

## Estadísticas como entrenador

### Selecciones nacionales
| España Sub-19     | 2012-13           | -  | - | - | - | -   | -  | -  | - | - | 6  | 4  | 1 | 1 | 1/2 | -  | -  | - | - | 6   | 4  | 1  | 1  | 72.23% | 10  | 5   | +5   |
| España Sub-19     | 2013-14           | -  | - | - | - | -   | 3  | 2  | 0 | 1 | -  | -  | - | - | -   | 4  | 3  | 1 | 0 | 7   | 5  | 1  | 1  | 76.19% | 17  | 7   | +10  |
| España Sub-19     | 2014-15           | -  | - | - | - | -   | 3  | 3  | 0 | 0 | 5  | 3  | 1 | 1 | 1.° | 4  | 4  | 0 | 0 | 12  | 10 | 1  | 1  | 86.11% | 15  | 11  | +4   |
| España Sub-19     | 2015-16           | -  | - | - | - | -   | 3  | 1  | 1 | 1 | -  | -  | - | - | -   | 2  | 1  | 0 | 1 | 5   | 2  | 1  | 2  | 46.67% | 5   | 5   | 0    |
| España Sub-19     | 2016-17           | -  | - | - | - | -   | 3  | 2  | 0 | 1 | -  | -  | - | - | -   | 7  | 6  | 0 | 1 | 10  | 8  | 0  | 2  | 80%    | 21  | 8   | +13  |
| España Sub-19     | 2017-18           | -  | - | - | - | -   | 3  | 1  | 1 | 1 | 4  | 4  | 0 | 0 | 1.° | 4  | 2  | 1 | 1 | 11  | 7  | 2  | 2  | 69.7%  | 22  | 12  | +10  |
| España Sub-19     | Total             | -  | - | - | - | -   | 15 | 9  | 2 | 4 | 15 | 11 | 2 | 2 | -   | 21 | 16 | 2 | 3 | 51  | 36 | 6  | 9  | 74.51% | 90  | 48  | +42  |
| España Sub-21     | 2017-18           | -  | - | - | - | -   | 4  | 3  | 0 | 1 | -  | -  | - | - | -   | -  | -  | - | - | 4   | 3  | 0  | 1  | 75%    | 12  | 3   | +9   |
| España Sub-21     | 2018-19           | -  | - | - | - | -   | -  | -  | - | - | 5  | 4  | 0 | 1 | 1.° | 4  | 3  | 1 | 0 | 9   | 7  | 1  | 1  | 81.48% | 23  | 8   | +15  |
| España Sub-21     | 2019-20           | -  | - | - | - | -   | 10 | 9  | 1 | 0 | -  | -  | - | - | -   | 1  | 0  | 1 | 0 | 11  | 9  | 2  | 0  | 87.88% | 21  | 2   | +19  |
| España Sub-21     | 2020-21           | -  | - | - | - | -   | -  | -  | - | - | 5  | 3  | 1 | 1 | 1/2 | -  | -  | - | - | 5   | 3  | 1  | 1  | 66.67% | 7   | 2   | +5   |
| España Sub-21     | 2021-22           | -  | - | - | - | -   | 10 | 9  | 0 | 1 | -  | -  | - | - | -   | -  | -  | - | - | 10  | 9  | 0  | 1  | 90%    | 41  | 7   | +34  |
| España Sub-21     | 2022-23           | -  | - | - | - | -   | -  | -  | - | - | -  | -  | - | - | -   | 3  | 3  | 0 | 0 | 3   | 3  | 0  | 0  | 100%   | 9   | 1   | +8   |
| España Sub-21     | Total             | -  | - | - | - | -   | 24 | 21 | 1 | 2 | 10 | 7  | 1 | 2 | -   | 8  | 6  | 2 | 0 | 42  | 34 | 4  | 4  | 84.12% | 113 | 24  | +89  |
| España Sub-23     | 2020-21           | -  | - | - | - | -   | -  | -  | - | - | 6  | 3  | 2 | 1 | 2.º | 1  | 0  | 1 | 0 | 7   | 3  | 3  | 1  | 57.15% | 10  | 6   | +4   |
| España Sub-23     | Total             | -  | - | - | - | -   | -  | -  | - | - | 6  | 3  | 2 | 1 | -   | 1  | 0  | 1 | 0 | 7   | 3  | 3  | 1  | 57.15% | 10  | 6   | +4   |
| España            | 2020-21           | -  | - | - | - | -   | -  | -  | - | - | -  | -  | - | - | -   | 1  | 1  | 0 | 0 | 1   | 1  | 0  | 0  | 100%   | 4   | 0   | +4   |
| España            | 2022-23           | 2  | 1 | 1 | 0 | 1.° | 2  | 1  | 0 | 1 | -  | -  | - | - | -   | -  | -  | - | - | 4   | 2  | 1  | 1  | 58.33% | 5   | 3   | +2   |
| España            | 2023-24           | -  | - | - | - | -   | 6  | 6  | 0 | 0 | 7  | 7  | 0 | 0 | 1.° | 4  | 2  | 1 | 1 | 17  | 15 | 1  | 1  | 90.2%  | 50  | 12  | +38  |
| España            | 2024-25           | 10 | 6 | 4 | 0 | 2.º | 0  | 0  | 0 | 0 | -  | -  | - | - | -   | 0  | 0  | 0 | 0 | 10  | 6  | 4  | 0  | 73.33% | 25  | 15  | +10  |
| España            | Total             | 12 | 7 | 5 | 0 | -   | 8  | 7  | 0 | 1 | 7  | 7  | 0 | 0 | -   | 5  | 3  | 1 | 1 | 32  | 24 | 6  | 2  | 81.25% | 84  | 30  | +54  |
| Total Selecciones | Total Selecciones | 12 | 7 | 5 | 0 | -   | 47 | 37 | 3 | 7 | 38 | 28 | 5 | 5 | -   | 35 | 25 | 6 | 4 | 132 | 97 | 19 | 16 | 78.28% | 297 | 108 | +189 |

#### Estadísticas como seleccionador Sub-19 de España
| Torneo                             | Año       | PJ | PG | PE | PP | GF | GC | DF  | Pts | Resultado   | Rendimiento |
| ---------------------------------- | --------- | -- | -- | -- | -- | -- | -- | --- | --- | ----------- | ----------- |
| Eurocopa Sub-19 2013               | 2013      | 6  | 4  | 1  | 1  | 10 | 5  | +5  | 13  | Semifinales | 72.23%      |
| Clasificación Eurocopa Sub-19 2014 | 2014      | 3  | 2  | 0  | 1  | 6  | 4  | +2  | 6   | Ronda Élite | 66.67%      |
| Clasificación Eurocopa Sub-19 2015 | 2015      | 3  | 3  | 0  | 0  | 13 | 1  | +12 | 9   | Clasificado | 100%        |
| Eurocopa Sub-19 2015               | 2015      | 5  | 3  | 1  | 1  | 9  | 4  | +5  | 10  | Campeón     | 66.67%      |
| Clasificación Eurocopa Sub-19 2016 | 2016      | 3  | 1  | 1  | 1  | 3  | 3  | 0   | 4   | Ronda Élite | 44.44%      |
| Clasificación Eurocopa Sub-19 2017 | 2017      | 3  | 2  | 0  | 1  | 7  | 3  | +4  | 6   | Ronda Élite | 66.67%      |
| Clasificación Eurocopa Sub-19 2018 | 2018      | 3  | 1  | 1  | 1  | 5  | 4  | +1  | 4   | Ronda Élite | 44.44%      |
| Juegos Mediterráneos 2018          | 2018      | 4  | 4  | 0  | 0  | 11 | 5  | +6  | 12  | Campeón     | 100%        |
| Amistosos                          | 2013-2018 | 21 | 16 | 2  | 3  | 26 | 19 | +7  | 50  | +16 PG      | 79.36%      |
| Total                              | Total     | 51 | 36 | 6  | 9  | 90 | 48 | +42 | 114 | 2 Títulos   | 74.51%      |

#### Estadísticas como seleccionador Sub-21 de España
| Torneo                             | Año       | PJ | PG | PE | PP | GF  | GC | DF  | Pts | Resultado   | Rendimiento |
| ---------------------------------- | --------- | -- | -- | -- | -- | --- | -- | --- | --- | ----------- | ----------- |
| Clasificación Eurocopa Sub-21 2019 | 2018      | 4  | 3  | 0  | 1  | 12  | 3  | +9  | 9   | Clasificado | 75%         |
| Eurocopa Sub-21 2019               | 2019      | 5  | 4  | 0  | 1  | 14  | 6  | +8  | 12  | Campeón     | 80%         |
| Clasificación Eurocopa Sub-21 2021 | 2019-2020 | 10 | 9  | 1  | 0  | 20  | 1  | +19 | 28  | Clasificado | 93.33%      |
| Eurocopa Sub-21 2021               | 2021      | 5  | 3  | 1  | 1  | 7   | 2  | +5  | 10  | Semifinales | 66.67%      |
| Clasificación Eurocopa Sub-21 2023 | 2021-2022 | 10 | 9  | 0  | 1  | 41  | 7  | +34 | 27  | Clasificado | 90%         |
| Amistosos                          | 2018-2022 | 8  | 6  | 2  | 0  | 19  | 5  | +12 | 18  | +6 PG       | 83.33%      |
| Total                              | Total     | 42 | 34 | 4  | 4  | 113 | 24 | +89 | 106 | 1 Título    | 84.12%      |

#### Estadísticas como seleccionador Sub-23 de España
| Torneo                | Año   | PJ | PG | PE | PP | GF | GC | DF | Pts | Resultado        | Rendimiento |
| --------------------- | ----- | -- | -- | -- | -- | -- | -- | -- | --- | ---------------- | ----------- |
| Juegos Olímpicos 2020 | 2021  | 6  | 3  | 2  | 1  | 9  | 5  | +4 | 11  | Medalla de plata | 61.11%      |
| Amistosos             | 2021  | 1  | 0  | 1  | 0  | 1  | 1  | 0  | 1   | +0 PG            | 33.33%      |
| Total                 | Total | 7  | 3  | 3  | 1  | 10 | 6  | +4 | 12  | 1 Subtítulo      | 57.15%      |

#### Estadísticas como seleccionador de España
| Torneo                              | Año       | PJ | PG | PE | PP | GF | GC | DF  | Pts | Resultado   | Rendimiento |
| ----------------------------------- | --------- | -- | -- | -- | -- | -- | -- | --- | --- | ----------- | ----------- |
| Clasificación Eurocopa 2024         | 2023-2024 | 8  | 7  | 0  | 1  | 25 | 5  | +20 | 21  | Clasificado | 87.5%       |
| Eurocopa 2024                       | 2024      | 7  | 7  | 0  | 0  | 15 | 4  | +11 | 21  | Campeón     | 100%        |
| Liga de Naciones de la UEFA 2023    | 2023      | 2  | 1  | 1  | 0  | 2  | 1  | +1  | 4   | Campeón     | 66.67%      |
| Liga de Naciones de la UEFA 2024-25 | 2024-25   | 10 | 6  | 4  | 0  | 25 | 15 | +10 | 22  | Subcampeón  | 73.33%      |
| Amistosos                           | 2021-Act. | 5  | 3  | 1  | 1  | 17 | 5  | +12 | 10  | +3 PG       | 66.67%      |
| Total                               | Total     | 32 | 24 | 6  | 2  | 84 | 30 | +54 | 78  | 2 Títulos   | 81.25%      |

## Palmarés

### Como jugador
| Título              | Club          | País   | Año  |
| ------------------- | ------------- | ------ | ---- |
| Primera División    | Athletic Club | España | 1983 |
| Primera División    | Athletic Club | España | 1984 |
| Copa del Rey        | Athletic Club | España | 1984 |
| Supercopa de España | Athletic Club | España | 1984 |

### Como entrenador
| Título                      | Equipo          | Sede         | Año  |
| --------------------------- | --------------- | ------------ | ---- |
| Eurocopa Sub-19             | España Sub-19   | Grecia       | 2015 |
| Juegos Mediterráneos        | España Sub-19   | Tarragona    | 2018 |
| Eurocopa Sub-21             | España Sub-21   | Italia       | 2019 |
| Plata Olímpica              | España Sub-23   | Tokio        | 2020 |
| Liga de Naciones de la UEFA | España absoluta | Países Bajos | 2023 |
| Eurocopa                    | España absoluta | Alemania     | 2024 |

## Distinciones individuales
| Distinción                                   | Año  |
| -------------------------------------------- | ---- |
| Premio IFFHS - Mejor seleccionador del mundo | 2024 |

## Vida personal
Desde 1999 se disputa un torneo amistoso en su honor en su localidad natal, Haro. El 29 de enero de 2023 se hizo oficial el cambio de nombre del Estadio Municipal El Mazo de Haro a Estadio Luis de la Fuente. Además, desde 2021 es Socio de Honor de Km Solidarity (mayor ONG motera de España).
Luis nació en el seno de una familia católica, dando muestras de su fe en diversas ocasiones y confesándose gran devoto del Santísimo Cristo de la Expiración de la Hermandad del Cachorro desde su estancia como futbolista en el Sevilla FC.